# Giovanni Francesco Bagnoli
Pour les articles homonymes, voir Bagnoli (homonymie).
Giovanni Francesco Bagnoli (né en 1678 à Florence en Toscane et mort en 1713 dans cette même ville) est un peintre italien baroque actif dans sa ville natale à la fin du XVIIe siècle et au début du XVIIIe siècle.

## Biographie
Giovanni Francesco Bagnoli était surtout un peintre de natures mortes.

## Œuvres
- Autoportrait, Galerie des autoportraits du corridor de Vasari à Florence[1].

## Sources
- (en) Cet article est partiellement ou en totalité issu de l’article de Wikipédia en anglais intitulé « Giovanni Francesco Bagnoli » (voir la liste des auteurs).